# Bâtard
Bâtard – trzeci utwór belgijskiego muzyka Stromae’a z jego drugiego albumu studyjnego Racine carrée.

## Notowania na listach przebojów
| Kraj             | Lista (2013/2014)   | Najwyższa pozycja |
| ---------------- | ------------------- | ----------------- |
| Belgia (Walonia) | Ultratop 50 Singles | 37                |
| Francja          | Top 200 Singles     | 52                |

## Nominacje
W 2014 roku podczas World Music Awards utwór był nominowany do nagrody World Music Award w kategorii World’s Best Song i World’s Best Video.